# Hans Jauch

Hans Jauch

Johannes Franz Friedrich „Hans“ Jauch (* 20. Juli 1883 auf Gut Wellingsbüttel; † 24. Juli 1965 in Wesel) war ein deutscher Offizier und Freikorpsführer.

## Leben

### Herkunft und Familie

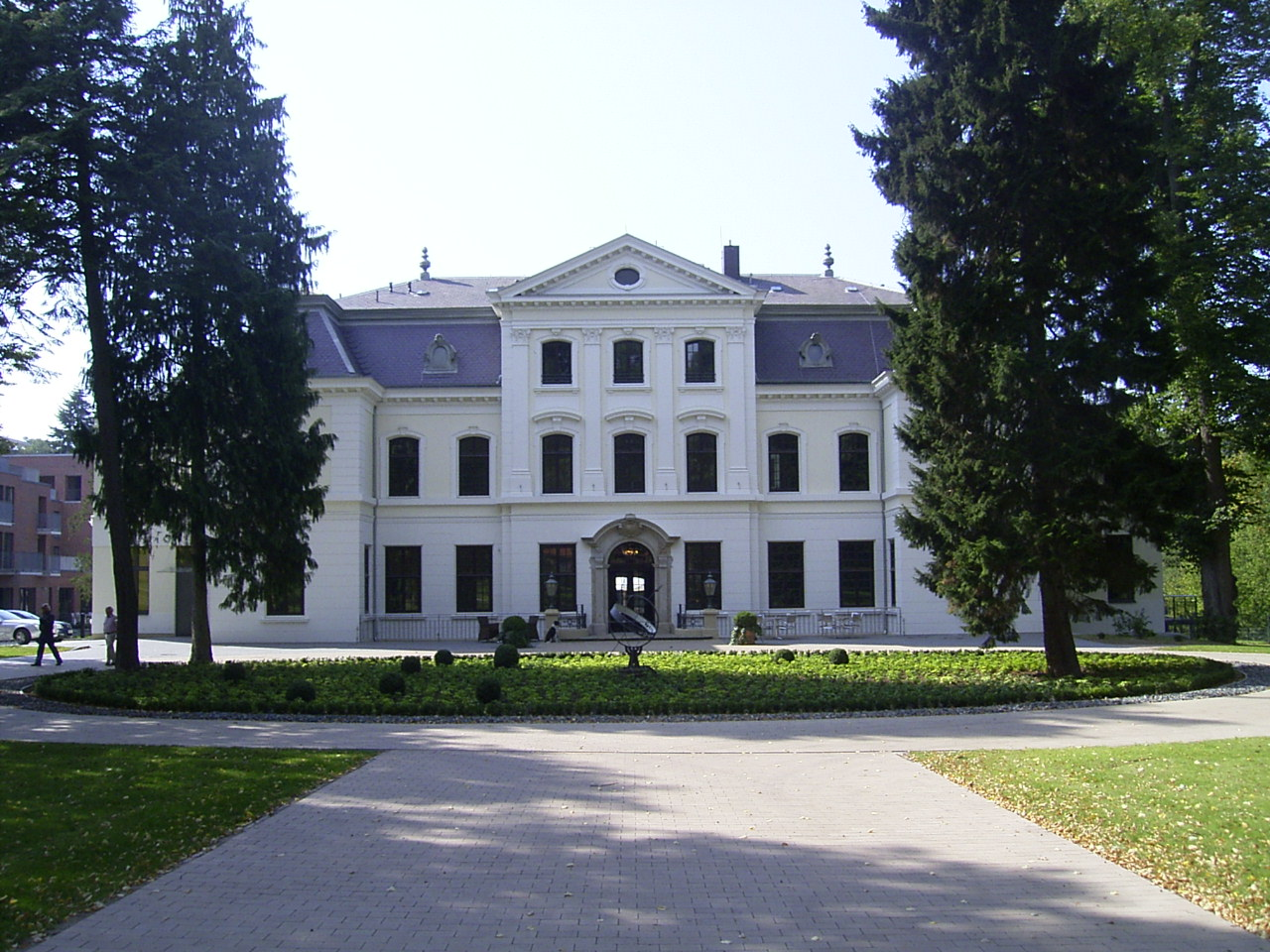
Jauchs Geburtshaus: Das Herrenhaus von Gut Wellingsbüttel

Jauch entstammt dem hanseatischen Geschlecht Jauch. Er begründete den katholischen Zweig. Jauch war mit Elsa von Othegraven (1889–1948) verheiratet, mit der er sechs Kinder hatte.
Jauchs Cousin war der Gründer von Aon Jauch & Hübener, Walter Jauch. Sein jüngster Sohn war der katholische Journalist Ernst-Alfred Jauch, zu seinen Enkeln gehören der Insolvenzverwalter Hans-Gerd Jauch und der Fernsehmoderator Günther Jauch.

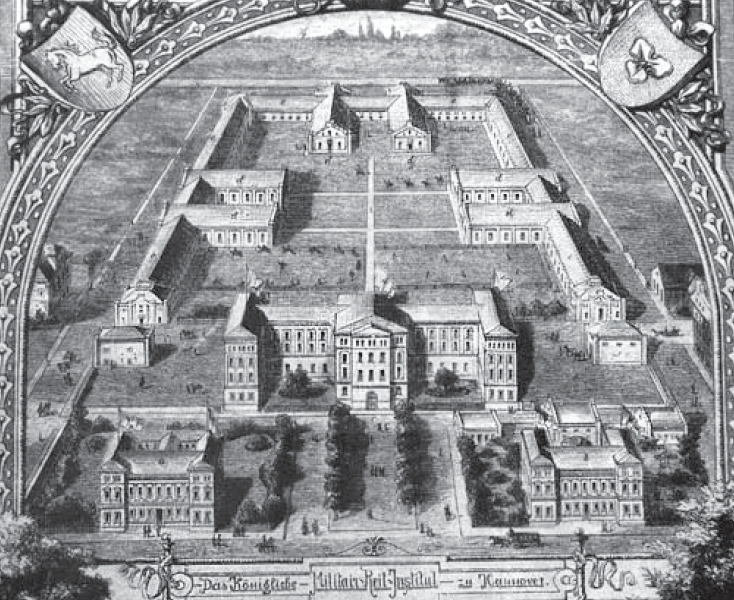
Militärreitinstitut Hannover

### Ausbildung

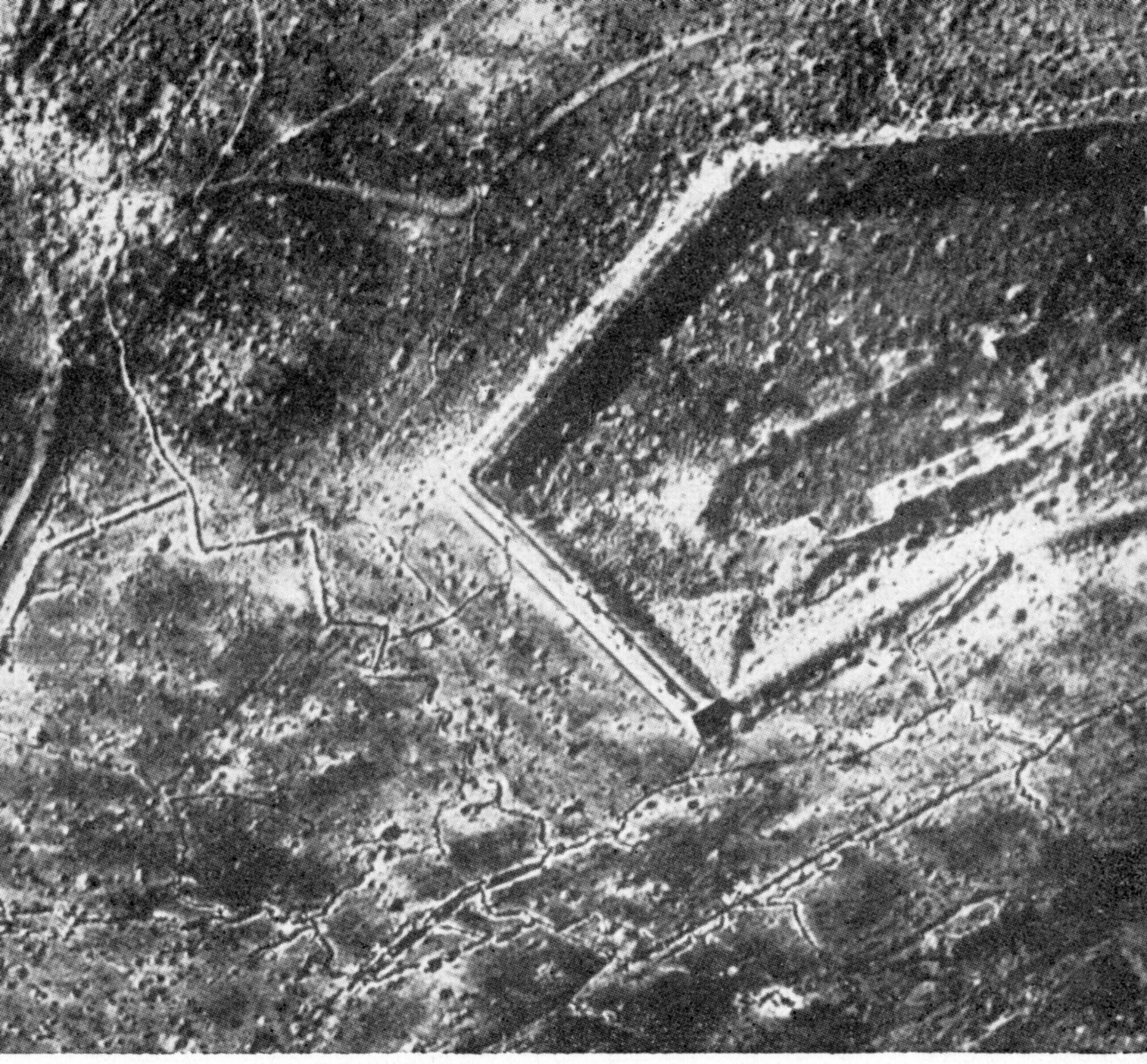
Fort Douaumont, auf dem rund 400.000 Granaten explodierten, Ende 1916

Jauch verlebte seine Jugend zunächst auf dem großväterlichen Gut Wellingsbüttel, dann auf dem väterlichen Gut Krummbek bei Oldesloe. 1902 bestand er die Abiturprüfung an der Gelehrtenschule des Johanneums in Hamburg. Im selben Jahr trat er als Fahnenjunker in das traditionsreiche 1. Westfälische Feldartillerie-Regiment Nr. 7 „Prinzessin Carl von Preußen“ in Wesel ein. Vor dem Ersten Weltkrieg war Jauch ein bekannterer Reiter von Jagdrennen und abkommandiert zum Königlich-Preußischen Militärreitinstitut in Hannover – das „beste und berühmteste Reitgelände der Monarchie. Sie ist das Paradies der Kavallerie-Offiziere, und was Heidelberg für die Studenten, das ist Hannover mit seiner Militärreitschule für die Leutnants.“

## Wirken

### Erster Weltkrieg
Im Ersten Weltkrieg wechselte Jauch mit der Mobilmachung zunächst als Oberleutnant und Regimentsadjutant in das vom Feldartillerie-Regiment Nr. 7 aufzustellende Reserve-Feldartillerie-Regiment Nr. 13, in welchem er ab Ende 1914 als Hauptmann und Batteriechef diente. Zuletzt war er Hauptmann und Kommandeur der III. Abteilung des Feldartillerie-Regiments (3. Lothringisches) Nr. 69. Er kämpfte u. a. 1914 bei der Belagerung von Maubeuge, bei der er durch Granateinwirkung verschüttet wurde. 1916 nahm er teil an der Schlacht um Verdun, dabei an den Kämpfen um Fort Vaux, Fort Douaumont und Fleury-devant-Douaumont. 1917 kämpfte er in der Schlacht an der Aisne und 1918 in der Großen Schlacht um Frankreich. Er erhielt nach dem Eisernen Kreuz II. und I. Klasse und dem Hamburgischen Hanseatenkreuz das Ritterkreuz mit Schwertern des Königlichen Hausordens von Hohenzollern verliehen.

### Freikorpsführer
1920 führte Jauch bei der Niederschlagung des Ruhraufstands das Freikorps „Jauch“. Anlässlich des Kapp-Putsches gegen die rechtmäßige Regierung kam es im März 1920 im Ruhrgebiet zur Bildung einer Roten Ruhrarmee, die zeitweilig das Gebiet von Wesel bis Remscheid unter ihre Kontrolle brachte. Gegen sie wurden vier Divisionen zusammengezogen. Die in und um Wesel versammelten Kräfte wurden als Division Wesel zusammengefasst. Daran schlossen sich die 3. Kavallerie-Division bei Dorsten und die Division Münster an. Zur Division Münster gehörten die sogenannten Westfälischen Batterien. Diese waren fünf Batterien des Freikorps Lichtschlag, die der mit Jauch seit gemeinsamer Zeit im 1. Westfälischen Feldartillerie-Regiment Nr. 7 befreundete Otto Lichtschlag aufgestellt hatte, und sechs weitere Batterien, darunter das Freikorps Jauch. Jauch hatte es in Stärke von gut einer Artillerie-Batterie aus regulären Truppen des 1. Westfälischen Feldartillerie-Regiments Nr. 7 aufgestellt. Da Artillerieeinheiten unter den Freikorps die Ausnahme bildeten, wurden die Batterien den einzelnen Formationen der Division Münster zur Feuerunterstützung zugeteilt. Mit Rückendeckung der Reichsregierung wurde der Aufstand von General Oskar von Watter von Norden her niedergeschlagen. Sein Stab führte im Auftrag der Reichsregierung von Münster aus den Bürgerkrieg im Ruhrgebiet, bei dem Verbände von Reichswehr und Freikorps die Rote Armee im Ruhrgebiet niederwarfen. Nachdem der Aufstand niedergeschlagen war, nahm Jauch Ende 1920 seinen Abschied mit dem Dienstgrad eines Majors.

### Zwischenkriegszeit
Jauch, der früh zur Römisch-Katholischen Kirche konvertierte und tief religiös war, schloss sich nicht wie viele Freikorpsmitglieder dem Stahlhelm, der SA, der SS oder der NSDAP an und beteiligte sich nicht an Umtrieben gegen die Weimarer Republik. Bis zu seiner Reaktivierung war Jauch Inhaber der Weseler Zementwarenfabrik. Er war Führer der Ortsgruppe Wesel des Reichsverbandes Deutscher Offiziere und bis 1933 Vorstand des nach dem Freikorpsführer Ferdinand von Schill benannten Reitvereins „v. Schill“ in Wesel. Er stellte die Vereinstätigkeit ein, als die Reiter, ohne dass er diesen Schritt mitging, in die Reiter-SA überführt wurden.

### Zweiter Weltkrieg
1939 wurde Jauch zunächst Kommandeur der II. Abteilung im Artillerie-Regiment 26 und der I. Abteilung im Artillerie-Regiment 253, seit September 1940 Kommandant des Frontstalags 205, seit März 1941 Dulags 205 in Donges, Ingrandes, Berditschew, Kiew und Poltawa. Nachdem seine vier Söhne, sämtlich Artillerie-Offiziere, im Zweiten Weltkrieg gefallen, vermisst, oder schwerverletzt waren, wurde er vom Frontdienst abgezogen und im Mai 1942 heimatnah als Kommandant des Kriegsgefangenenlagers Stammlager VI F in Bocholt abkommandiert. Das Dulag 205 erlangte später bei Stalingrad traurige Bekanntheit als „Vernichtungslager“. Nach Feststellung des Befehlshabers rückwärtiges Heeresgebiet Süd vom 21. Dezember 1941 starben indes schon zu dieser Zeit im Dulag 205 rechnerisch 82,06 % der Gefangenen jährlich. Jauch hatte als Kommandeur des Dulag bereits am 28. September 1941 darum ersucht, dem Lager wegen Überfüllung keine weiteren Gefangenen zuzuführen.
Jauch erhielt das Kriegsverdienstkreuz II. Klasse mit Schwertern (1941) und I. Klasse mit Schwertern (1944) verliehen. 1944 nahm er seinen Abschied als Oberst.

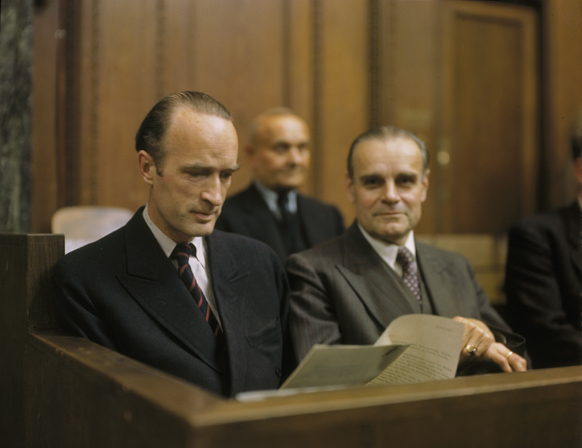
Angeklagter Alfried Krupp im Krupp-Prozess

### Nachkriegszeit
Jauch war in seiner Eigenschaft als Kommandant des Stalag VI F nach dem Krieg Zeuge der Verteidigung in dem Strafverfahren gegen Alfried Krupp von Bohlen und Halbach wegen des rechtswidrigen Einsatzes von Kriegsgefangenen zur Rüstungsproduktion  (Krupp-Prozess). Die Gefangenen des Stalags wurden in der Essener Region eingesetzt. Jauch vertrat den Standpunkt, dass im Zeichen des totalen Krieges in Firmen wie Krupp eine strikte Trennung des Einsatzes von Kriegsgefangenen in der Zivilproduktion statt in der Kriegsproduktion objektiv unmöglich war. Er war der Auffassung, dass das Oberkommando der Wehrmacht generell davon hätte absehen müssen, Firmen wie Krupp Kriegsgefangene zur Verfügung zu stellen.

St. Martini, Wesel

Vor dem Zweiten Weltkrieg als Führer der Ortsgruppe Wesel des Reichsverbandes Deutscher Offiziere tätig, war Jauch nach dem Zweiten Weltkrieg Vorsitzender des Offiziersvereins Wesel, Kirchenvorstand von St. Martini zu Wesel und Vorsitzender des Kirchbauvereins für den Wiederaufbau sowie erneut Vorstand des neubegründeten Reitvereins Wesel. Er war zudem langjähriger Vorsitzender und 1946 Wiederbegründer der I. Bürger-Sozietät von 1790 in Wesel.
Die Bundesrepublik Deutschland übernahm die Ehrensoldverpflichtung für das zu den höchsten militärischen Auszeichnungen des Ersten Weltkrieges gehörende Ritterkreuz des Hausordens von Hohenzollern mit Schwertern.
Jauch war nach dem Tod seiner Frau, mit dem er den Anteil seiner Frau erbte, Miteigentümer des Weinguts von Othegraven. Mitte der 1950er Jahre verkaufte er seinen Anteil an seinen Schwager Maximilian von Othegraven.